# منتخب نيكاراغوا تحت 17 سنة لكرة القدم
منتخب نيكاراغوا تحت 17 سنة لكرة القدم (بالإسبانية: Selección de fútbol sub-17 de Nicaragua)‏ هو ممثل نيكاراغوا الرسمي في المنافسات الدولية في كرة القدم تحت 17 سنة.